# Mimizan
Mimizan település Franciaországban, Landes megyében. Lakosainak száma 7449 fő (2022. január 1.). Mimizan Sainte-Eulalie-en-Born, Aureilhan, Bias, Mézos, Saint-Julien-en-Born és Saint-Paul-en-Born községekkel határos.

## Népesség
A település népességének változása:
| Lakosok száma | 6502 | 7409 | 6710 | 6707 | 6977 | 6927 | 7018 | 7255 | 7321 | 7449 |
|               | 1968 | 1982 | 1990 | 2006 | 2013 | 2015 | 2017 | 2019 | 2020 | 2022 |